# Julián Gorkin
Julián Gorkin, pseudonimo di Julián Gómez García (Benifairó de les Valls, gennaio 1901 – Parigi, 20 agosto 1987), è stato un politico, scrittore e rivoluzionario spagnolo. Militò in diverse formazioni politiche socialiste e comuniste: il suo soprannome è un omaggio a Maksim Gor'kij e a Lenin.

## Biografia
Entrò in gioventù nel Partito Socialista Operaio Spagnolo, di cui a soli 17 anni divenne segretario della organizzazione giovanile di Valencia. Dopo la rivoluzione russa, si unì al Partito Comunista di Spagna. A causa della dittatura militare di Primo de Rivera, fu costretto a fuggire in Francia, dove si stabilì a Parigi. Nella capitale francese Gorkin lavorò per l'Internazionale Comunista come organizzatore di lotte in differenti paesi europei.
Nel 1929, a causa del suo dissenso con le posizioni staliniane dell'Internazionale, venne espulso da questa organizzazione e si trovò da lavorare come traduttore.
Di ritorno in Spagna nel 1931, si stabilì a Madrid dove continuò nel suo lavoro di traduttore. Nonostante la sua vicinanza con le tesi di Lev Trotsky, nel 1933 si unì al Blocco Operaio e Contadino, principale formazione comunista alternativa al PCE, e si trasferì di nuovo a Valencia, dove lavorò con l'organo di partito "La Batalla". Nel 1934 fu di nuovo costretto a riparare in Francia, dove lavorò organizzando i rifugiati politici spagnoli.
Tornato nuovamente in Spagna nel 1935, seguì il BOC nella confluenza con la Sinistra Comunista di Spagna nel neo costituito Partido Obrero de Unificación Marxista. Candidato nelle liste del Fronte popolare a Valencia, allo scoppio della guerra civile si occupò principalmente dalle colonne de La Batalla di contrastare la deriva stalinista e anti-rivoluzionaria che la Repubblica stava attraversando. Arrestato, come altri dirigenti del POUM, venne incarcerato in Catalogna, da dove riuscì a fuggire nel 1937 per poi riparare di nuovo al di là dei Pirenei.
Durante la seconda guerra mondiale, con l'occupazione nazista della Francia, fu costretto a rifugiarsi in Messico. Da questa esperienza nacque una sua opera molto nota, Così fu assassinato Trotsky.
Tornato definitivamente in Francia, proseguì i suoi studi e pubblicazioni fino alla morte, avvenuta nel 1987 all'età di 86 anni.